# Brandenburger Sportclub Süd 05 e.V.
Brandenburger Sportclub Süd 05 e.V. é uma agremiação esportiva alemã, fundada a 13 de outubro de 1905, e sediada em Brandemburgo, no estado federal de mesmo nome. Os futebolistas fazem parte de um associação desportiva que possui departamentos de boliche, canoagem, natação, ciclismo e voleibol.

## História

BSG Motor Süd Brandenburg

O clube foi recriado em 1945 como Sportgemeinde Brandenburg-Oeste a partir de membros anteriores do Brandenburger Sport-Club 05 que, como a maioria das outras organizações no país, como esportes e os clubes de futebol, foi dissolvido por autoridades aliadas de ocupação após a Segunda Guerra Mundial.
Logo surgiram ligas de futebol separadas nas áreas ocidental e oriental da Alemanha. Brandenburgo passou a fazer parte da competição oriental. A maioria das associações da República Democrática Alemã normalmente passou por mudanças de nome na década de 1940 e 1950 tendo as suas identidades alteradas de acordo com a orientação política do regime. Em 1948, o clube foi renomeado BSG Traktorwerke Brandenburg. No ano seguinte o clube se juntou com a BSG Ernst-Thälmann Brandenburg e Konsum BSG Brandenburg, que tinha jogado como SG Brandenburg-Nord entre 1945-1948 para criar o GSZ Werner Seelenbinder Brandenburg. Em 1951, GSZ foi por sua vez, re-nomeada, tornando-se BSG Motor Süd Brandenburg.
Até os anos 1950 e início da década seguinte, o Motor atuou na segunda divisão, a DDR-Liga, ou o terceiro nível, a 2. DDR-Liga, até 1963. Ao longo desse período em que fez aparições regulares nas rodadas de abertura da FDGB Pokal, a Copa da Alemanha Oriental, tendo o seu melhor resultado um avanço para as oitavas de final em 1959. A equipe ressurgiu na competição de segundo nível esporadicamente durante o curso da década de 1970 e 1980, e novamente participou da FDGB Pokal em 1983 e 1988.
Com a reunificação alemã, em 1990, o clube reassumiu a sua identidade tradicional, Branderburger SC Süd 05, e na temporada seguinte, foi acompanhado pelos membros da Chemie Premnitz. O Brandenburg chegaram à Oberliga Nordost-Süd (IV), em 1999, antes de fazer parte da Nordost-Nord Oberliga (IV) na temporada seguinte. O time foi rebaixado para a Verbandsliga Brandenburg (V) em 2004, mas depois de uma bem sucedida temporada em 2007-2008, se qualificou à Oberliga Nordost-Nord (V).

## Títulos
- 2. DDR-Liga, Staffel Süd (III) Campeão: 1958;
- Berzirksliga Potsdam-Süd (III) Campeão: 1980;